# 模块文件
模块文件（英语：Module file）也称Module文件（MOD）是包含几种不同的音乐文件格式，起源于80年代后期在Amiga系统上使用的MOD文件格式。制作这些文件（使用Music trackers的软件）并收听它们的人构成了全球MOD风貌，是Demoscene亚文化的一部分。
MOD音乐或Tracker music（存储在使用trackers创建的模块文件中的音乐）的大规模互换由早期的FIDO网络演变而来。许多网站承载了大量的这些文件，其中最全面的是Mod Archive。
如今，大多数模块文件，包括压缩形式的文件，都被大多数流行的媒体播放器所支持，例如VLC、Foobar2000、Exaile和许多其他播放器（主要是由于包含通用播放库，例如GStreamer的libmodplug）。
Fortran Module属于重要的格式，是一个编译成的中级文件，类似自Fortran原代码编译成的目标文件。其中一种较流行的模块文件是用于電腦音乐。

## 歷史
最早的電腦遊戲在一台Amiga電腦開始。除了遊戲之外，遊戲的背景音樂也造就了電腦音樂這個產物。當時的音樂檔用.MOD作為副檔名，延用至今。電腦遊戲一般由三種人參與，即程序员（Programmer）、創作背景MOD音樂的作曲家（Musician）和動畫畫面製作动画师（Artist）。
MOD在90年代音效卡流行時風光了一陣子。當時Demoscene相關的活動很頻繁，Demoscene是一個私辦的比賽活動，在挪威、荷蘭、芬蘭等地每年都有類似的比賽。由幾百組人參賽，每一參賽小組寫一個大小64K以內的Demo程式，其中包括動畫、音樂、主題等，第一名獲獎者就能透過網路揚名世界。如Future Crew這一組隊伍，其于1993年的第一名作品2nd Reality，其中作曲家綽號Purple Motion和Skaven，其作品至今被下載不計其數。後來，又出了Final Reality的Demo，曾被業界當做顯卡的Benchmark測試程式。

## 特點
一个模块文件由几个模式（pattern）或者几张页（page）的音乐组成；其形式与试算表的相似。该模式包含音符号码，乐器号码，和控制信息。可以同时播放的音符数量取决于每模式据有几多条声道。
模块文件也提供播放模式的次序列表。与标准MIDI文件相比，MOD类的主要优点得自其包含特有音频Sampling的能力。除了插值方法和播放器的错误以外，失真率非常低。
模块文件常常被称为声道module。最初的module编辑器是Ultimate Sountracker，是由Karsten Obarski于1987年创造的。有许多仿制程序得自Soundtracker；NoiseTracker和ProTracker是Soundtracker原始原代码的派生物，其他的（如MED/OctaMED和Oktalyzer）是重新编写的。此程序一般称为声道器（tracker）。于二十世纪的九十年代，此程序的广泛使用导致了视为属于Demoscene所谓MOD-scene的创造。
Tracker是一個可播放MOD並編曲的程式，曾經ScreamTracker流行过一段时间，編曲的副檔名為.S3M，後來又有Fast Tracker II（副檔名為.XM）及Impulse Tracker（副檔名為.IT）。無論是S3M，XM，IT，MOD，都用MOD來統稱。舊的Tracker只能在DOS下執行，随后Milkytracker的出現，使其支援到XP，Vista，Win7。Milkytracker可相容地播放MOD，S3M，XM檔案，但不能播IT。其他還有第三代Renoise播放程式，不過播放某些XM效果時，因不相容可能會失誤。
MIDI無法原音重現，但MOD可以。这是因为MOD文件除了存放音符外，还把的音色也放去。作曲家如果不滿意自己的樂器，甚至可以很簡單的借用他人的樂器音色來編曲或作曲。
MOD可說是窮人作曲家最便宜的作曲工具之一，不需買貴重的MIDI鍵盤，只要一台电脑，即可編出曲子。

## 流行格式
各种格式以先前格式的概念为基础。
Sound/Pro/Noisetracker module（文件扩充名.MOD）（Amiga系统以外，字尾通常取代前缀）
最初的格式。使用倒频率音符号码。4个嗓音，以后的格式变种支持到32个。模式数据非压缩。乐器是简单音量等级；示例与乐器是一对一的。原始Soundtracker支持15个乐器，以后的支持31个。此格式起初是设计以便导致于Amiga硬件的容易播放。以于一台Amiga系统播放此module，其中央处理器只要做很少工。许多游戏使用此格式，而不仅是运行于Amiga平台的。
原始的.mod扩充名在Amiga系统上不是字尾，而是前缀；mod.*是Amiga的标准命名约定，而此前缀标准是大多数其他运行于Amiga系统的各种声道器采用的，例如Art of Noise，AHX/THX，Musicline，Startrekker，FutureComposer，Sidmon，Brian Postma's SoundMon等。大多数Windows，Linux，Mac OS等的陈旧格式播放器一开原始mod.*文件（或者ahx.*，bp.*，fc14.*等）时，不会播放此文件，因为它依文件的扩充名，不是内容，而定类型。将文件自mod.filename重命名为filename.mod是一个通常可用的解决方法。
Oktalyzer（文件扩充名.OKT）（产生于Amiga计算机）
至Amiga引进8频道声音的早期计划。以后的声道器用要求高的混频技术以便提高音质。
MED/OctaMed（文件扩充名.MED）（产生于Amiga计算机）
此格式与sound/pro/noisetracker相近，但是数据的存储方法有差异。MED不是SoundTracker的直系仿制品，而有不同的功能和文件格式。OctaMED是MED的8频道版本，后来发展成OctaMED Soundstudio。OctaMED Soundstudio又提供128频道声音，随意synth声音，MIDI支持和许多其他的高价功能。
.AHX（产生于Amiga计算机）
此格式是一个synth声道器。换言之，module文件不包含示例，反而存储指示以便合成需求的声音。结果是很小的音频文件（AHX module通常只占1至4kb）和很特别的声音。AHX是特意设计的，与Commodore 64的声音尽相近。
.S3M（产生于个人计算机的ScreamTracker 3）
至16以上个嗓音。可将示例的中央C指定为任何重放频率。简单行程编码以存储模式数据。引进了几个新控制器和一个专用音量行于每个嗓音以取代音量控制器。支持可预料的立体声移动。
.XM（产生于FastTracker 2）
引进了固有音量和移动包络的乐器。基本示例压缩方法。
.IT（产生于Impulse Tracker）
新音符作用允许声道中的前音符在后音符上渐消；导致更有效的多音。乐器可以同时配一个示例。加了一些新音效，例如回响滤器。较好的示例压缩。
.NED（Nerd Tracker II）
设计以重放于FC游戏机。基本格式不包含示例，只有发声乐器规格；扩充格式使用通过压缩的示例，但是将重放频率限于FC硬件可再现的16个比率。每个频道有其次序列表。
.MO3（MO3格式由Ian Luck發明）
MO3與其他格式的分別是，支援壓縮聲音格式MP3和OGG，而不單是PCM的聲頻。好處是大大減少檔案大小，但能夠提供接近未壓縮的聲音質素。

## 软件module文件播放器和转换器

### Mac OS X
- CocoModX
- PlayerPro（可用于旧Mac）
- XimpleMOD
- VLC Media Player

### Windows
- Milkytracker，MilkyPlay
- Winamp
- dbPowerAmp
- Deliplayer
- KbMedia Player（日语）
- The KMPlayer
- Mod4Win
- ModPlug Player
- XMPlay
- Passion Audio Player
- Sonique
- VLC
- foobar2000（加入DUMB外掛）

### DOS
- Dual Module Player
- Inertia Player
- MikMod
- Visual Player
- Cubic Player

### Linux/UNIX
- Amarok
- Audacious
- MikMod
- modplugplay
- Open Cubic Player
- GoatTracker
- Schism Tracker
- Universal Module Player (UModPlayer)
- Unix Amiga Delitracker Emulator
- VLC Media Player
- XMMS和XMMS2
- Extended Module Player (XMP)
- TiMidity

### AmigaOS
- DeliTracker
- Digi Booster Pro
- OctaMED

### BeOS
- Thomas Neumann的APlayer，支持x86和PPC

### 多平台引擎（用于开发软件）
- IBXM - XM/MOD/S3M播放器（Java）
- JavaMod （页面存档备份，存于） - IT/XM/MOD/S3M播放器（Java）
- uFMOD （页面存档备份，存于） - 本地XM播放器（Win32，Linux，Unix/BSD与KolibriOS）
- MiniFMOD - 本地XM播放器（Win32和Linux）

## Module文件转换器
- PlayerPro为Mac OS X（PPC/Intel）和Mac OS Classic。免费，开发已停止。可播放的格式范围比CocoModX大，也有编辑创造功能。  （页面存档备份，存于）

## 硬件module文件播放器
- TRAXMOD 可携带的数字录音播放器（dsPIC/ARM）